# L'urlo della folla (film 1932)
L'urlo della folla (The Crowd Roars) è un film del 1932 diretto da Howard Hawks.

## Trama
Il campione di corse automobilistiche Joe Greer torna a casa per partecipare ad una esibizione con il fratello minore Eddie, che ha l'aspirazione di diventare un campione. L'ossessione misogina di Joe nel "proteggere" Eddie dalle donne fa sì che questo interferisca nella relazione di Eddie con Anne, portando all'allontanamento tra i due fratelli, ma anche tra Joe e la sua fidanzata di lunga data Lee, che viene fatta sentire inadeguata per Eddie.
Durante la gara, un terzo pilota, Spud Connors, finisce fuori pista e la macchina prende fuoco. Guidando giro dopo giro attraverso le fiamme e l'odore di carne bruciata Joe si incolpa per l'incidente, e perde interesse nella corsa. Eddie continua e vince. In seguito, la carriera di Joe precipita con l'ascesa di Eddie. Il potere dell'amore alla fine trionfa e la carriera di Joe riprende con successo e i suoi rapporti con Lee ed Eddie tornano alla normalità.